# Castillo Otočec
El Castillo Otočec (en esloveno: Grad Otočec) es un hotel en un castillo en una pequeña isla en medio del río Krka en Otočec, Eslovenia. Es el único castillo rodeado de agua en Eslovenia. El castillo fue mencionado por primera vez en documentos que datan del siglo XIII, aunque las paredes indican la fecha más precisa de 1252. Una vez fue propiedad de Ivan Lenković, el comandante en jefe de la marcha Croacia-Eslavonia . El escritor Iván Tavčar fijó dos de sus novelas en el castillo, Otok y Struga y Janez Sonce. El islote está vinculado a las dos orillas del río por puentes y el castillo ha sido convertido en un pequeño hotel.